# Cantone di Bram
Il Cantone di Bram è una divisione amministrativa dell'arrondissement di Carcassonne e dell'arrondissement di Limoux.
È stato costituito a seguito della riforma approvata con decreto del 21 febbraio 2014, che ha avuto attuazione dopo le elezioni dipartimentali del 2015.

## Composizione
Comprende i 72 comuni di:
- Alaigne
- Baraigne
- Belflou
- Bellegarde-du-Razès
- Belpech
- Belvèze-du-Razès
- Bram
- Brézilhac
- Brugairolles
- Cahuzac
- Cailhau
- Cailhavel
- Cambieure
- La Cassaigne
- Cazalrenoux
- La Courtète
- Cumiès
- Donazac
- Escueillens-et-Saint-Just-de-Bélengard
- Fajac-la-Relenque
- Fanjeaux
- Fenouillet-du-Razès
- Ferran
- Fonters-du-Razès
- La Force
- Gaja-la-Selve
- Generville
- Gourvieille
- Gramazie
- Hounoux
- Lafage
- Lasserre-de-Prouille
- Laurabuc
- Laurac
- Lauraguel
- Lignairolles
- La Louvière-Lauragais
- Malviès
- Marquein
- Mayreville
- Mazerolles-du-Razès
- Mézerville
- Mireval-Lauragais
- Molandier
- Molleville
- Montauriol
- Montgradail
- Monthaut
- Orsans
- Payra-sur-l'Hers
- Pech-Luna
- Pécharic-et-le-Py
- Pexiora
- Peyrefitte-sur-l'Hers
- Plaigne
- Plavilla
- Pomy
- Ribouisse
- Routier
- Saint-Amans
- Saint-Gaudéric
- Saint-Julien-de-Briola
- Saint-Michel-de-Lanès
- Saint-Sernin
- Sainte-Camelle
- Salles-sur-l'Hers
- Seignalens
- Villarzel-du-Razès
- Villasavary
- Villautou
- Villepinte
- Villesiscle